# Fellonia
La fellonìa era il tradimento degli obblighi esistenti fra il signore feudale e il suo vassallo, reciprocamente giurati durante l'investitura.

## Storia
La fellonia era costituita, da un lato, dalla prodizione, cioè dal mancato rispetto da parte del vassallo degli obblighi di assistenza militare o finanziaria al proprio signore, oppure, dall'altro lato, dal non soddisfacimento dell'obbligo di protezione, o comunque di obblighi convenuti, da parte del signore feudale nei confronti del proprio sottoposto.
Il reato in capo al vassallo era punito con «la confiscazione del feudo a pro del Sovrano». Tuttavia, i successori del fellone potevano essere reintegrati nel diritto, dopo la sua morte, onde non imputare loro una colpa altrui (il diritto feudale si costituiva con la nascita).